# Vittorio Ugolini (pittore)
Vittorio Ugolini (Bologna, 1918 – Chiavari, 2006) è stato un artista italiano.

## Biografia
Nato a Bologna, è considerato però un pittore ligure essendosi trasferito presto a Chiavari (Genova), dove svolse la maggior parte della sua attività artistica e di insegnamento. 
Negli anni quaranta studiò a Milano, presso la Scuola d'Arte del Castello Sforzesco e instaurò proficui legami con molti dei maggiori artisti dell'avanguardia milanese di quegli anni.
A Chiavari, senza interrompere mai i rapporti con l'ambiente culturale milanese, fondò con gli artisti liguri Luiso Sturla, Bartolomeo Sanguineti e R. Costa il "Gruppo del Golfo", che nel 1953 aderisce al Movimento arte concreta (MAC).
Il MAC che, in contrapposizione al realismo, aveva un indirizzo astratto e mirava a una sintesi delle arti, operava in una prospettiva internazionale e con un'intensa attività di mostre e pubblicazioni andava raccogliendo adesioni di gruppi di artisti da tutta Italia e anche da altri paesi europei.
In sintonia con le teorizzazioni elaborate all'interno del MAC, Ugolini sviluppò, pur senza abbandonare del tutto la figurazione, uno stile votato alla sintesi geometrica, privilegiando un asse di ricerca caratterizzato dall'uso del colore puro per creare effetti spaziali e luminosi senza il ricorso ai mezzi tradizionali del chiaroscuro e della prospettiva. I suoi dipinti sono sempre caratterizzati da un'intensa luminosità generata anche dalla dialettica tra la superficie del supporto lasciata parzialmente in vista ed il colore steso a campiture.
Nelle opere più tarde Ugolini allentò la definizione geometrica per assumere un approccio più vicino all'Informale, con pennellata più libere che tuttavia facevano ancora emergere embrioni di figure.
La carriera di Vittorio Ugolini si è svolta nel segno di una certa ritrosia, con poche mostre personali, fondamentale l'antologica alla galleria Poliedro di Genova nel 2002, ed una partecipazione "a distanza", ma non priva di significato, al dibattito artistico contemporaneo.